# Țesut conducător
Țesuturile de conducere transportă seva. Vasele lemnoase ale angiospermelor se numesc trahee. Prin ele circulă seva brută. Celulele cilindrice, dispuse cap la cap, își pierd citoplasma și rămân pereții celulari, formând tuburi. Vasele liberiene sunt formate din celule vii. Prin ele circulă seva elaborată. Vasele se grupează formând fascicule și sunt însoțite de celule cu rol de hranire și de susținere. La plante cu creșteri anuale apare un meristem secundar numit cambiu libero-lemnos. El produce țesut liberian spre exterior și lemnos spre interior,determinând îngroșarea rădăcinii și tulpinii. El funcționează diferit primăvara și toamna, rezultând de aici cunoscutele inele anuale de creștere. Tipurile de celule sunt prozenchimatice.